# Herrarnas lagtävling i florett vid olympiska sommarspelen 2000
Herrarnas lagtävling i florett-tävling i de olympiska fäktningstävlingarna 2000 i Sydney avgjordes den 22 september.

## Medaljörer
| Event        | Guld                                                                         | Silver                                 | Brons                                                                |
| Florett, lag | Frankrike Jean-Noel Ferrari Brice Guyart Patrice Lhotellier Lionel Plumenail | Kina Dong Zhaozhi Wang Haibin Ye Chong | Italien Daniele Crosta Gabriele Magni Salvatore Sanzo Matteo Zennaro |

## Resultat

### Huvudturnering
|  | Kvartsfinaler                                                 | Kvartsfinaler                                             |                                                           |                                                       | Semifinaler                                          | Semifinaler |  |  | Final | Final |
|  |                                                               |                                                           |                                                           |                                                       |                                                      |             |  |  |       |       |
|  |                                                               |                                                           |                                                           |                                                       |                                                      |             |  |  |       |       |
|  |                                                               |                                                           |                                                           |                                                       |                                                      |             |  |  |       |       |
|  | Tyskland Wolfgang Wienand Ralf Bißdorf Richard Breutner       | 37                                                        |                                                           |                                                       |                                                      |             |  |  |       |       |
|  | Tyskland Wolfgang Wienand Ralf Bißdorf Richard Breutner       | 37                                                        |                                                           |                                                       |                                                      |             |  |  |       |       |
|  | Polen Sławomir Mocek Ryszard Sobczak Adam Krzesiński          | 45                                                        |                                                           |                                                       |                                                      |             |  |  |       |       |
|  | Polen Sławomir Mocek Ryszard Sobczak Adam Krzesiński          | 45                                                        | Polen Sławomir Mocek Ryszard Sobczak Adam Krzesiński      | 38                                                    |                                                      |             |  |  |       |       |
|  |                                                               |                                                           | Polen Sławomir Mocek Ryszard Sobczak Adam Krzesiński      | 38                                                    |                                                      |             |  |  |       |       |
|  |                                                               | Frankrike Jean-Noël Ferrari Lionel Plumenail Brice Guyart | 45                                                        |                                                       |                                                      |             |  |  |       |       |
|  | Kuba Elvis Gregory Oscar García Rolando Tucker                | Frankrike Jean-Noël Ferrari Lionel Plumenail Brice Guyart | 45                                                        | 43                                                    |                                                      |             |  |  |       |       |
|  | Kuba Elvis Gregory Oscar García Rolando Tucker                |                                                           |                                                           | 43                                                    |                                                      |             |  |  |       |       |
|  | Frankrike Jean-Noël Ferrari Lionel Plumenail Brice Guyart     | 45                                                        |                                                           |                                                       |                                                      |             |  |  |       |       |
|  | Frankrike Jean-Noël Ferrari Lionel Plumenail Brice Guyart     | 45                                                        | Frankrike Jean-Noël Ferrari Lionel Plumenail Brice Guyart | 45                                                    |                                                      |             |  |  |       |       |
|  |                                                               |                                                           | Frankrike Jean-Noël Ferrari Lionel Plumenail Brice Guyart | 45                                                    |                                                      |             |  |  |       |       |
|  |                                                               | Kina Dong Zhaozhi Wang Haibin Ye Chong                    | 44                                                        |                                                       |                                                      |             |  |  |       |       |
|  | Italien Salvatore Sanzo Matteo Zennaro Daniele Crosta         | Kina Dong Zhaozhi Wang Haibin Ye Chong                    | 44                                                        | 41                                                    |                                                      |             |  |  |       |       |
|  | Italien Salvatore Sanzo Matteo Zennaro Daniele Crosta         |                                                           |                                                           | 41                                                    |                                                      |             |  |  |       |       |
|  | Ukraina Oleksij Kruhliak Serhij Holubjtskij Oleksij Brjzjalov | 40                                                        |                                                           |                                                       |                                                      |             |  |  |       |       |
|  | Ukraina Oleksij Kruhliak Serhij Holubjtskij Oleksij Brjzjalov | 40                                                        | Italien Salvatore Sanzo Matteo Zennaro Daniele Crosta     | 32                                                    | Bronsmatch                                           | Bronsmatch  |  |  |       |       |
|  |                                                               |                                                           | Italien Salvatore Sanzo Matteo Zennaro Daniele Crosta     | 32                                                    | Bronsmatch                                           | Bronsmatch  |  |  |       |       |
|  |                                                               | Kina Dong Zhaozhi Wang Haibin Ye Chong                    | 45                                                        |                                                       |                                                      |             |  |  |       |       |
|  | Kina Dong Zhaozhi Wang Haibin Ye Chong                        | Kina Dong Zhaozhi Wang Haibin Ye Chong                    | 45                                                        | 45                                                    | Polen Sławomir Mocek Ryszard Sobczak Adam Krzesiński | 38          |  |  |       |       |
|  | Kina Dong Zhaozhi Wang Haibin Ye Chong                        |                                                           |                                                           | 45                                                    | Polen Sławomir Mocek Ryszard Sobczak Adam Krzesiński | 38          |  |  |       |       |
|  | Ryssland Dimitrij Sjevtjenko Ilgar Mamedov Oleksij Brjzjalov  | 30                                                        |                                                           | Italien Salvatore Sanzo Matteo Zennaro Daniele Crosta | 45                                                   |             |  |  |       |       |
|  | Ryssland Dimitrij Sjevtjenko Ilgar Mamedov Oleksij Brjzjalov  | 30                                                        |                                                           |                                                       | 45                                                   |             |  |  |       |       |
|  |                                                               |                                                           |                                                           |                                                       |                                                      |             |  |  |       |       |
|  |                                                               |                                                           |                                                           |                                                       |                                                      |             |  |  |       |       |

### Klassificering 5-8
|  | Placement 5-6                                                 | Placement 5-6                                                 |    |                                                | Femte plats                                                  | Femte plats |  |
|  |                                                               |                                                               |    |                                                |                                                              |             |  |
|  |                                                               |                                                               |    |                                                |                                                              |             |  |
|  | Tyskland Richard Breutner Ralf Bißdorf David Hausmann         | 45                                                            |    |                                                |                                                              |             |  |
|  | Kuba Elvis Gregory Rolando Tucker Oscar García                | 44                                                            |    |                                                |                                                              |             |  |
|  |                                                               |                                                               |    |                                                |                                                              |             |  |
|  |                                                               |                                                               |    |                                                |                                                              |             |  |
|  |                                                               |                                                               |    |                                                | Tyskland Richard Breutner Ralf Bißdorf David Hausmann        | 43          |  |
|  |                                                               | Ukraina Oleksij Kruhliak Serhij Holubjtskij Oleksij Brjzjalov | 45 |                                                |                                                              |             |  |
|  |                                                               |                                                               |    |                                                |                                                              |             |  |
|  |                                                               |                                                               |    |                                                |                                                              |             |  |
|  |                                                               |                                                               |    |                                                | Sjunde plats                                                 |             |  |
|  |                                                               |                                                               |    |                                                |                                                              |             |  |
|  | Ukraina Oleksij Kruhliak Serhij Holubjtskij Oleksij Brjzjalov | 45                                                            |    | Kuba Elvis Gregory Rolando Tucker Oscar García | 45                                                           |             |  |
|  | Ryssland Dimitrij Sjevtjenko Ilgar Mamedov Andrej Dejev       | 36                                                            |    |                                                | Ryssland Dimitrij Sjevtjenko Aleksandr Lakatosj Andrej Dejev | 39          |  |